# Bob Balmer
Robert Balmer (sinh ngày 1 tháng 1 năm 1882) là một cầu thủ bóng đá người Anh thi đấu cho Everton từ 1903 đến 1912. Em trai Billy và cháu trai Jack của ông cũng là các cầu thủ bóng đá chuyên nghiệp.